# Новая музыка
Новая музыка (нем. Neue Musik, фр. nouvelle musique) — обобщающее понятие, введённое в 1919 году немецким музыкальным критиком Паулем Беккером и подразумевающее различные течения в европейской академической музыке XX века, в которых достаточно ярко выражены инновационные тенденции.

## Определение
Понятие «Новая музыка» не подразумевает никакой определённый стиль, характерная её черта — преодоление классико-романтической традиции в области формы, расширение арсенала средств музыкальной выразительности, поиски новой гармонии, мелодики, ритмики, оркестровки и т. д. При этом одни композиторы одновременно и ломали, и развивали традиции музыки XIX века (как, например, представители импрессионизма, раннего экспрессионизма и многие композиторы, не принадлежавшие к какому-то определённому направлению, в том числе Дмитрий Шостакович), другие, порывая с классико-романтической традицией более решительно, нередко при этом обращались к традициям более ранним — к музыке доклассического периода. Так, представитель Новой венской школы Антон Веберн в 1933 году говорил: «Мы не можем нынче писать по старым образцам, ибо мы прошли через эволюцию гармонического начала. Классике было свойственно концентрировать всю мысль в одной линии, все время дополняя её в сопровождении. […] Мы живем в век полифонического метода, и наша композиционная техника имеет очень много общего с методом нидерландцев XVI века…»

## Периодизация
Пауль Беккер начало эры Новой музыки датировал, с известной долей условности, 1910 годом, эта точка отсчёта принята и в современной литературе. Её ранний период простирается приблизительно до Второй мировой войны и в музыковедении обозначается как эпоха «модерна». Следующий период, обозначаемый чаще как «авангард», но нередко и как «постмодерн», начинается после Второй мировой войны и продолжается до сегодняшнего дня, хотя и подразделяется нередко на периоды, отличающиеся стилевым своеобразием, например, авангард 50-х, 60-х или 70-х годов.
Взаимоотношения между довоенной и послевоенной Новой музыкой разными исследователями трактуются по-разному. Так, немецкий философ Юрген Хабермас считает, что постмодернизм, с характерными для него возвращением к традиционалистским формам и «бегством от действительности», представляет собой направление ностальгическое, по сути — антимодернизм, стоящий в непримиримой оппозиции к «незавершённым проектам» модернистов.